# Рио Тинто масовна пуцњава
Дана 4. фебруара 1888. шпанска цивилна гарда пуцала је на гомилу рудара компаније Рио Тинто који су протестовали у Заламеи, убивши 13 и ранивши 35 људи.
Почетком 1888. пољопривредници Anti-Smoke League и радници Рио Тинта окупили су се да протестују против праксе компаније, тачније против калцинације пирита на отвореном у високим пећима. Токсична испарења била су кобна по локално пољопривредно земљиште, али радници су били спремни да прихвате надокнаду у замену за периоде када дим спречава нормалан рад. Почевши од јануара, Anti-Smoke League финансирала је милитантног анархисту Максимилијана Торнета са Кубе, да подстакне раднике на акцију, што је резултирало захтевима за побољшање плата и услова. Друге анархистичке групе из регије обећале су подршку протестима против компаније.

## Протест и масакр
У подне 4. фебруара 1888. године, неколико хиљада редова и досијеа — пољопривредника, анархиста и рудара марширало је из Заламее у градску већницу Рио Тинто да преда своје петиције градоначелнику. Док је градоначелник разговарао са представницима масе, војни гувернер Хуелве и цивилна гарда су надгледали протест. Покушаји војног гувернера да растера гомилу само су је додатно разбеснели. Цивилна гарда, под претњом насиља мафије, пуцала је на гомилу, убивши 13 и ранивши 35 људи. Остале процене жртава се веома разликују. Једна броји 45 мртвих и 70-100 рањених.

## Последице и наслеђе
Пошто нису успели у циљевима протеста, један број радника се окренуо од анархизма ка социјализму ради друштвених промена, иако ће рудари углавном наставити да се друже са анархизмом још једну деценију. Лидери протеста, укључујући Торнета, отишли су или су протерани из рудника. Анархизам у региону се вратио на више колективистички приступ, са специфичним, циљаним штрајковима, а не општим штрајковима.
Чарлс Е. Харви, који је написао историју компаније Рио Тинто, описао је овај протест као једини регионални пример анархистичке акције пре 1900. засноване на суочавању са класним разликама.